# عمار الموسوي
سياسي لبناني من بلدة «النبي شيت» البقاعية. ولد في حارة حريك عام 1962. 
أخوه هو الشهيد زيد جميل الموسوي الذي استشهد عام 1988 أثناء المعارك بين المقاومة والجيش الإسرائيلي في ميدون في البقاع الغربي. 
يعتبر أحد مؤسسي حزب الله وقد عمل في صفوفه السياسية والعسكرية وهو حاليا مسؤول العلاقات الدولية والعربية وعضو المجلس السياسي في الحزب. درس العلوم السياسية في الجامعة اللبنانية وكان نائباً في البرلمان اللبناني عن المقعد الشيعي في قضاء بعلبك الهرمل لدورتين متتاليتين من عام 1996 حتى عام 2005 ضمن «كتلة الوفاء للمقاومة». 